# Wyatt Earp - La leggenda
Wyatt Earp - La leggenda (Wyatt Earp's Revenge) è un film del 2012 diretto da Michael Feifer.

## Trama
L'anziano Wyatt Earp viene intervistato da un reporter in una stanza d'albergo.
Durante l'intervista scorrono le storie che lo hanno reso celebre e leggendario, in particolare la storia del fuorilegge che ha ucciso la donna che lui amava. Tutto incominciò con l'assassinio di un'attrice di nome Dora, la quale aveva una relazione affettiva con lo sceriffo. L'omicidio avviene nella casa del sindaco di Dodge City per mano di Spike Kennedy, aiutato dal fratello Sam che, pensando che all'interno dell'abitazione vi fosse il sindaco Kelly, sparano 4 colpi di fucile, dei quali solo uno colpisce Dora, che sta dormendo nel letto. Wyatt Earp incomincia a radunare una squadra di sceriffi suoi pari per dare la caccia ai Kennedy, intenzionati a trovare riparo sotto l'influente potere politico paterno. Avendo timore dell'autorità del padre dei due criminali, il superiore di Earp impedisce alla squadra di proseguire, ma come un atto estremo i tre sceriffi consegnano i loro distintivi, in modo da non essere più sotto la giurisdizione della legge. Vengono loro dati 3 giorni per riuscire a catturare e portare in prigione i due Kennedy, così facendo avrebbero riavuto i loro distintivi e riavuta la loro carica. Nel frattempo Spike Kennedy raggiunge una famiglia la quale, all'oscuro dell'identità dello straniero, lo accoglie per la notte; il loro unico figlio Conny mostra ben presto molto interesse per l'arma di Spike (che si fa chiamare Jim), dal quale imparerà a sparare contro il volere dei due genitori. Prima di partire Spike rivela molto di sé, anche involontariamente, e una volta partito per trovare la strada verso il ranch del padre, accompagnato dal padre di Conny, uccide quest'ultimo, ed il corpo verrà riportato a casa del cavallo. Nel frattempo Sam Kennedy passa le giornate a giocare a poker con i suoi amici in un bar lontano da Dodge City, ma viene rintracciato dai tre sceriffi, a cui si è aggiunto un quarto elemento, Billy Tillman, un ottimo e veloce tiratore nonché una vecchia conoscenza di Wyatt. Il gruppo cattura Sam ferendolo con una pallottola al torace durante la fuga. Sam viene portato subito da un dottore affinché venga curato e possa rivelare l'ubicazione del fratello. Entra qui in scena il dottor John Holiday, che, esperto di "estrazioni dentarie", incomincia a torturare Sam, continuando a rigirare la pallottola nel corpo per farlo confessare. Durante il tragitto verso la dimora di Spike, gli sceriffi con Sam subiscono un attacco organizzato dallo stesso Spike, che riesce a liberare e portare con sé il fratello, ora medicato, verso il ranch del padre per trovare asilo. Nella sparatoria viene ferito Charlie, uno degli sceriffi, che viene portato e trattenuto in un ospedale vicino. All'arrivo del padre, i due Kennedy rivelano tutto e partono con lui per prepararsi all'arrivo di Earp. Nel mezzo della sparatoria Sam viene di nuovo ferito all'addome e dopo poco muore sotto gli occhi del fratello che ricolmo di odio cerca Earp per vendicare la perdita subita. Lo sceriffo riesce ad atterrarlo e a colpirlo con una pietra in testa accecandolo ad un occhio e sfigurandolo. Nella parte finale del film si vedono i quattro eroi ricevuti da un ricco signore molto affezionato a Dora che, per ricompensare i quattro uomini, regala loro delle colt speciali fatte dal signor Colt in persona.

## Produzione
Il film è stato girato presso il Paramount Ranch della città di Agoura Hills in California.